# Janeane Garofalo
Janeane Marie Garofalo, ejtsd dʒəˈniːn_ɡəˈrɒfəloʊ, (Newton, New Jersey, 1964. szeptember 28.) amerikai stand-up komikus, színésznő és író.
Garofalo határozottan progresszív aktivista. 2004 márciusától 2006 júliusáig ő vezette az Air America Radio rádió The Majority Report című műsorát Sam Sederrel.

## Élete és pályafutása
A New Jersey állambeli Newtonban született, Joan és Carmine Garofalo lányaként. Édesanyja, aki titkárnő volt a petrolkémiai iparban, rákban halt meg, amikor Janeane 24 éves volt. Édesapja az Exxon egykori vezetője. Konzervatív, olasz és ír származású katolikus családban nőtt fel.
Többek között a kaliforniai Ontarióban, a New Jersey-i Madisonban és a texasi Katyben nőtt fel. Elmondása szerint nem szerette a texasi életet a hőség, a magas páratartalom, valamint a középiskolában a szépség és a sport kihangsúlyozása miatt. Miközben történelmet tanult a Providence College-ban, részt vett a Showtime kábeltelevíziós csatorna által szponzorált komikus tehetségkutatásban, és elnyerte a „Rhode Island legviccesebb embere” címet. Eredetileg az volt a trükkje, hogy a kezéből olvasott fel, ami a későbbi előadásokon nem volt sikeres. Mivel arról álmodott, hogy a Late Night with David Letterman című tévéműsor írói stábjába kerül, hivatásos stand-up komikus lett, miután elvégezte a főiskolát történelem és amerikai kultúra szakon.
Néhány évig munkanélküli volt, rövid ideig biciklis futárként dolgozott Bostonban. Egyszer így nyilatkozott a kilátásairól: „Azt hiszem, inkább a dolgok sötét oldalát látom. A pohár mindig félig üres. És megrepedt, megvágtam az ajkamat, majd letört egy fogam”.

## Magánélete
Az 1990-es évek elején Bob Odenkirk komikus partnere volt.
1991-ben Las Vegasban ment hozzá Robert Cohenhez, aki akkoriban a The Ben Stiller Show írója volt. Később elmagyarázta, hogy ezt csak viccnek szánta: úgy gondolta, hogy a házasság csak akkor kötelező, ha azt a helyi bíróságon bejegyezték. Később, amikor Cohen megpróbált valaki mással összeházasodni, kiderült, hogy Garofalóval kötött házassága valóban legális volt. A házasságot 2012-ben felbontották.
2010-es stand-up show-jában, az If You Will-ben azt nyilatkozta: „nem félek az intimitástól, inkább egyfajta valódi érdektelenségem van”, és viccesen hozzátette, hogy „ez nem tesz jót a tíz éve tartó barátomnak”.
Garofalo a múltban alkoholizmussal küzdött, 2001 óta józan életet él.

## Filmográfia

### Film
| Év   | Magyar cím                        | Eredeti cím                             | Szerep                      | Magyar hang      |
| ---- | --------------------------------- | --------------------------------------- | --------------------------- | ---------------- |
| 1989 | Kiki – A boszorkányfutár          | Kiki's Delivery Service                 | Ursula (hangja)             |                  |
| 1991 |                                   | Late for Dinner                         | pénztáros                   |                  |
| 1994 | Nyakunkon az élet                 | Reality Bites                           | Vickie Miner                | Major Melinda    |
| 1995 | Hideg, mint a vér                 | Coldblooded                             | Honey                       | Biró Anikó       |
| 1995 | Viszlát család, viszlát szerelem! | Bye Bye Love                            | Lucille                     | Kocsis Mariann   |
| 1995 |                                   | I Shot a Man in Vegas                   | Gale                        |                  |
| 1995 | Tegnap és ma                      | Now and Then                            | Wiladene                    |                  |
| 1996 |                                   | Kids in the Hall: Brain Candy           | nő a bulin                  |                  |
| 1996 | Vonzások és állatságok            | The Thruth About Cats & Dogs            | Abby                        | Báthory Orsolya  |
| 1996 | A kábelbarát                      | The Cable Guy                           | Melinda, pincérnő           | Báthory Orsolya  |
| 1996 | Hatalmas aranyos                  | Larger Than Life                        | Mo                          | Kocsis Judit     |
| 1997 |                                   | Touch                                   | Kathy Worthington           |                  |
| 1997 | Romy és Michele                   | Romy and Michele's High School Reunion  | Heather                     | Báthory Orsolya  |
| 1997 | Cop Land                          | Cop Land                                | Cindy Betts seriffhelyettes | Szénási Kata     |
| 1997 | A házasságszerzők                 | The MatchMaker                          | Marcy Tizard                | Prókai Annamária |
| 1997 |                                   | Sweethearts                             | Jasmine                     |                  |
| 1998 | Fél-betépve                       | Half Baked                              | kreatív füves               |                  |
| 1998 |                                   | Permanent Midnight                      | Jana Farmer                 |                  |
| 1998 |                                   | Dog Park                                | Jeri                        |                  |
| 1998 | Agyaggalamb                       | Clay Pigeons                            | Shelby ügynök               | Sági Tímea       |
| 1998 |                                   | The Thin Pink Line                      | Joyce Wintergarden-Dingle   |                  |
| 1999 |                                   | Can't Stop Dancing                      | Belinda Peck                |                  |
| 1999 |                                   | The Minus Man                           | Ferrin                      |                  |
| 1999 | A tolvaj és a gyilkosok           | Thick as Thieves                        | Anne                        | Keönch Anna      |
| 1999 | 200 szál cigi                     | 200 Cigarettes                          | Ellie                       | Mics Ildikó      |
| 1999 | 200 szál cigi                     | 200 Cigarettes                          | Ellie                       | Báthory Orsolya  |
| 1999 | Dogma                             | Dogma                                   | Liz                         | Ősi Ildikó       |
| 1999 | Mystery Men – Különleges hősök    | Mystery Man                             | Bowler                      | Román Judit      |
| 1999 | Tegnap után                       | The Bumblebee Flies Anyway              | Dr Harriman / Szerelő       | Vándor Éva       |
| 2000 | A nőfaló ufó                      | What Planet Are You From?               | ideges hölgy                |                  |
| 2000 |                                   | Steal This Movie                        | Anita Hoffman               |                  |
| 2000 |                                   | The Independent                         | Paloma Fineman              |                  |
| 2000 | Titán – Időszámításunk után       | Titan A.E.                              | Stith (hangja)              | Ráckevei Anna    |
| 2000 | Rocky és Bakacsin kalandjai       | The Adventures of Rocky & Bullwinkle    | Minnie Mogul                | Csondor Kata     |
| 2001 |                                   | Wet Hot American Summer                 | Beth                        |                  |
| 2001 |                                   | The Search for John Gissing             | Linda Barnes                |                  |
| 2002 |                                   | Martin & Orloff                         | fodrász                     |                  |
| 2002 | Totál káosz                       | Big Trouble                             | Monica Romero rendőrtiszt   | Báthory Orsolya  |
| 2003 |                                   | Manhood                                 | Jill                        |                  |
| 2003 |                                   | Ash Tuesday                             | Liz                         |                  |
| 2003 | Drogtanya                         | Wonderland                              | Joy Miller                  |                  |
| 2003 |                                   | Nobody Knows Anything!                  | Patty                       |                  |
| 2004 |                                   | Jiminy Glick in Lalawood                | Dee Dee                     |                  |
| 2005 | Duane második esélye              | Duane Hopwood                           | Linda                       | Solecki Janka    |
| 2005 | Maradj!                           | Stay                                    | Dr. Beth Levy               | Peller Mariann   |
| 2006 | Vadkaland                         | The Wild                                | Bridget (hangja)            | Urbán Andrea     |
| 2006 | A káosz birodalma                 | Southland Tales                         | Teena MacArthur tábornok    | Pap Katalin      |
| 2007 |                                   | The Ten                                 | atomerőmű műszakvezetője    |                  |
| 2007 | L’ecsó                            | Ratatouille                             | Colette (hangja)            | F. Nagy Erika    |
| 2007 | Amikor minden változik            | Then She Found Me                       | önmaga                      |                  |
| 2008 |                                   | The Guitar                              | Dr. Murray                  |                  |
| 2009 |                                   | Labor Pains                             | Claire, házigazda           |                  |
| 2009 | Szerelemlecke                     | Love Hurts                              | Hannah Rosenbloom           |                  |
| 2012 |                                   | Mighty Fine                             | idősebb Natalie (hangja)    |                  |
| 2012 | Egy kis csúsztatás                | General Education                       | Gale Collins                |                  |
| 2012 |                                   | Bad Parents                             | Kathy                       |                  |
| 2013 |                                   | Free the Nipple                         | Anouk                       |                  |
| 2013 |                                   | Satan, Hold My Hand                     | Sheryl                      |                  |
| 2014 |                                   | A Little Game                           | Sarah Kuftinec              |                  |
| 2015 |                                   | 3rd Street Blackout                     | June Sherman                |                  |
| 2016 |                                   | The American Side                       | Barry ügynök                |                  |
| 2016 |                                   | Little Boxes                            | Helena Wisdom-Finkelstein   |                  |
| 2016 |                                   | The Happys                              | Luann                       |                  |
| 2016 |                                   | Werewolf Bitches from Outer Space       | galéria tulajdonosa         |                  |
| 2017 |                                   | Speech & Debate                         | Marie Jones                 |                  |
| 2017 |                                   | Sandy Wexler                            | önmaga                      |                  |
| 2017 |                                   | Submission                              | Magda Moynahan              |                  |
| 2018 |                                   | Hurricane Bianca: From Russia With Hate | Magda                       |                  |
| 2018 |                                   | A Bread Factory, Part One               | Jordan                      |                  |
| 2019 |                                   | Come As You Are                         | Liz                         |                  |
| 2019 |                                   | Mercy Black                             | Dr. Etta Ward               |                  |
| 2019 |                                   | Lava                                    | Débora (hangja)             |                  |
| 2020 |                                   | Asking for It                           | Cheryl                      |                  |
| 2021 |                                   | Flora & Ulysses                         | Marissa                     |                  |
| 2021 |                                   | The God Committee                       | Dr. Valerie Gilroy          |                  |
| 2022 |                                   | The Apology                             | Gretchen Sullivan           |                  |

### Televízió
| Év        | Magyar cím                  | Eredeti cím                                        | Szerep                                         | Megjegyzések                               |
| --------- | --------------------------- | -------------------------------------------------- | ---------------------------------------------- | ------------------------------------------ |
| 1992–1995 |                             | The Ben Stiller Show                               | több szerep                                    | 13 epizód                                  |
| 1992–1997 |                             | The Larry Sanders Show                             | Paula                                          | 52 epizód                                  |
| 1993      | San Franciscó-i történetek  | Tales of the City                                  | Coppola nő                                     | minisorozat (1 epizód)                     |
| 1994      | Pete és kis Pete            | The Adventures of Pete & Pete                      | Ms. Brackett                                   | 1 epizód                                   |
| 1994–1995 | Saturday Night Live         | Saturday Night Live                                | több szerep                                    | 14 epizód                                  |
| 1995      |                             | Duckman: Private Dick/Family Man                   | Moonbeam (hangja)                              | 1 epizód                                   |
| 1995      |                             | NewsRadio                                          | Nancy                                          | 1 epizód                                   |
| 1995      |                             | Mr. Show with Bob and David                        | a feleség                                      | 1 epizód                                   |
| 1996      |                             | Dr. Katz, Professional Therapist                   | Janeane (hangja)                               | 1 epizód                                   |
| 1996      |                             | Ellen                                              | Chloe Korban                                   | 1 epizód                                   |
| 1996      | Seinfeld                    | Seinfeld                                           | Jeannie Steinman                               | 2 epizód                                   |
| 1996      |                             | Mr. Show with Bob and David: Fantastic Newness     | több szerep                                    | tévéfilm                                   |
| 1997      | Házi barkács                | Home Improvement                                   | Tina                                           | 1 epizód                                   |
| 1997      | Esküdt ellenségek           | Law & Order                                        | Greta Heiss                                    | 2 epizód                                   |
| 1998–2000 |                             | Felicity                                           | Sally Reardon (hangja)                         | 14 epizód                                  |
| 1998–2011 | A Simpson család            | The Simpsons                                       | önmaga (hangja)                                | 2 epizód                                   |
| 1999      | Megőrülök érted             | Mad About You                                      | Mabel Buchman                                  | 2 epizód                                   |
| 2000      | Maffiózók                   | The Sopranos                                       | önmaga                                         | 1 epizód                                   |
| 2000      |                             | Strangers with Candy                               | Cassie Pines                                   | 2 epizód                                   |
| 2000      | Ed                          | Ed                                                 | Liz Stevens                                    | 1 epizód                                   |
| 2000–2001 |                             | Sammy                                              | Emily Blake (hangja)                           | 7 epizód                                   |
| 2002      |                             | The Laramie Project                                | Catherine Connolly                             | tévéfilm                                   |
| 2002      |                             | Biography                                          | narrátor                                       | 1 epizód                                   |
| 2003      | Texas királyai              | King of the Hill                                   | Sheila (hangja)                                | 1 epizód                                   |
| 2004      | Férjek gyöngye              | The King of Queens                                 | Trish                                          | 1 epizód                                   |
| 2004      |                             | Pilot Season                                       | bemondó (hangja)                               | 1 epizód                                   |
| 2004      |                             | Aqua Teen Hunger Force                             | Donna (hangja)                                 | 1 epizód                                   |
| 2005      |                             | Nadine in Date Land                                | Nadine                                         | tévéfilm                                   |
| 2005      |                             | Stella                                             | Jane Burroughs                                 | 1 epizód                                   |
| 2005      |                             | Deal                                               | Annie                                          | tévéfilm                                   |
| 2005–2006 | Az elnök emberei            | The West Wing                                      | Louise Thornton                                | 15 epizód                                  |
| 2006      |                             | Freak Show                                         | Szakállas Clam (hangja)                        | 7 epizód                                   |
| 2007      | Két pasi – meg egy kicsi    | Two and a Half Men                                 | Sharon                                         | 1 epizód                                   |
| 2007      |                             | Law Dogs                                           | Gloria Fontaine                                | tévéfilm                                   |
| 2008      | Ebül szerzett jószág        | Girl's Best Friend                                 | Mary                                           | - tévéfilm - magyar hangja: - Pikali Gerda |
| 2008      |                             | Wainy Days                                         | David anyja                                    | 1 epizód                                   |
| 2009      | Greek, a szövetség          | Greek                                              | Freeman professzor                             | 1 epizód                                   |
| 2009      | 24                          | 24                                                 | Janis Gold                                     | 21 epizód                                  |
| 2010      |                             | The Increasingly Poor Decisions of Todd Margaret   | Brent főnöke                                   | 1 epizód                                   |
| 2010      |                             | Gimme Shelter                                      | angyal                                         | tévéfilm                                   |
| 2010–2011 | Az ideál                    | Ideal                                              | Tilly                                          | 13 epizód                                  |
| 2011      | Gyilkos elmék: Alapos gyanú | Criminal Minds: Suspect Behavior                   | Beth Griffith                                  | 13 epizód                                  |
| 2011      |                             | Paul the Male Matchmaker                           | Sandi                                          | 1 epizód                                   |
| 2012      |                             | Metalocalypse                                      | Abigail Remeltindrinc (hangja)                 | 5 epizód                                   |
| 2012–2013 |                             | Delocated                                          | Susan Shapiro                                  | 9 epizód                                   |
| 2013      |                             | Paulie                                             | June                                           | tévéfilm                                   |
| 2014      | Amynek áll a világ          | Inside Amy Schumer                                 | Sharon Overwood                                | 1 epizód                                   |
| 2014      |                             | F to 7th                                           | Dr. Mills                                      | 1 epizód                                   |
| 2014      |                             | American Viral                                     | Karen Dare                                     | 1 epizód                                   |
| 2014–2015 |                             | Girlfriends' Guide to Divorce                      | Lyla                                           | 7 epizód                                   |
| 2014–2019 |                             | Broad City                                         | Monica                                         | 3 epizód                                   |
| 2015      |                             | International Ghost Investigators                  | önmaga                                         | 1 epizód                                   |
| 2015      |                             | Wet Hot American Summer: First Day of Camp         | Beth                                           | 7 epizód                                   |
| 2015      |                             | The Jim Gaffigan Show                              | Eve                                            | 3 epizód                                   |
| 2016      |                             | Nightcap                                           | önmaga                                         | 1 epizód                                   |
| 2017      |                             | Michael Bolton's Big, Sexy Valentine's Day Special | önmaga                                         | tévéfilm                                   |
| 2017      |                             | Gap Year                                           | Sam                                            | 2 epizód                                   |
| 2017      |                             | Wet Hot American Summer: Ten Years Later           | Beth                                           | 7 epizód                                   |
| 2018      |                             | The Book of Dog                                    | Madam                                          | 1 epizód                                   |
| 2018      |                             | Baroness von Sketch Show                           | önmaga / meeting résztvevő / jogász            | 1 epizód                                   |
| 2018      | A borzongató igazság        | The Shivering Truth                                | 911 operátor / Mrs Lawson / Iris Beekoh hangja | 3 epizód                                   |
| 2019      |                             | At Home with Amy Sedaris                           | önmaga                                         | 1 epizód                                   |
| 2019      | BoJack Horseman             | BoJack Horseman                                    | Isabelle / Lányzsiráfok (hangja)               | 1 epizód                                   |
| 2019      | Dex nyomozó                 | Stumptown                                          | Janet Withers                                  | 1 epizód                                   |
| 2020      |                             | Joe Pera Talks with You                            | önmaga                                         | 1 epizód                                   |
| 2020      |                             | Helpsters                                          | Subway Sandra                                  | 1 epizód                                   |
| 2021      |                             | Younger                                            | Cass Dekennessy                                | 6 epizód                                   |
| 2021      | Milliárdok nyomában         | Billions                                           | Winslow                                        | 2 epizód                                   |
| 2021      |                             | Fairfax                                            | Denise (hangja)                                | 1 epizód                                   |
| 2022      | Macitesók                   | We Baby Bears                                      | Madam Malin / Panda bácsi (hangja)             | 3 epizód                                   |
| 2023      |                             | Awkwafina Is Nora from Queens                      | Carol                                          | 1 epizód                                   |

## Fordítás
- Ez a szócikk részben vagy egészben  a   Janeane Garofalo című angol Wikipédia-szócikk fordításán alapul.  Az eredeti cikk szerkesztőit annak laptörténete sorolja fel. Ez a jelzés csupán a megfogalmazás eredetét és a szerzői jogokat jelzi, nem szolgál a cikkben szereplő információk forrásmegjelöléseként.